# Fibra musgosa

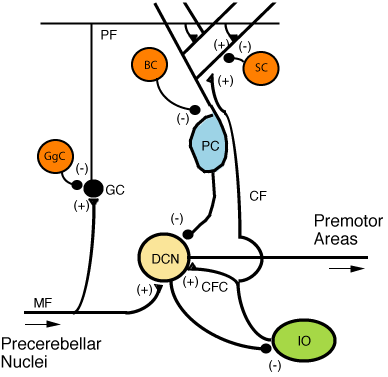
Figure 5: Microcircuitería del cerebelo. Las sinapsis excitatorias se indican como (+) y las inhibitorías (-). MF: Fibra musgosa (Mossy Fiber). DCN: Núcleo Cerebelar Profundo (Deep cerebellar nuclei). IO: Núcleo Olivario Inferior (Inferior Olive). CF: Fibra trepadora (Climbing Fiber). GC: Célula granular (Granule cell). PF: Fibra paralela (Parallel Fiber). PC: Purkinje cell. GgC: Célula de Golgi (Golgi cell). SC: Célula estrellada (Stellate cell). BC: Célula en cesta (Basket cell).

La fibra musgosa es una de la principales entradas al cerebelo. Existen muchas fuentes de estas vías,  siendo la mayor la corteza cerebral, la cual manda inputs hacia el cerebelo por medio de la vía pontocerebelar. Otros contribuyentes incluyen los nervios y núcleos vestibulares, la médula espinal, formación reticular, y la retroalimentación del núcleo cerebelar profundo. Los axones entran al cerebelo por medio de los pedúnculos cerebelares medio e inferior, donde algunas ramas hacen contacto con el núcleo cerebelar profundo. Estos ascienden dentro de la materia blanca del cerebelo, donde cada axón se ramifica para enervar las células granulares en varias folias cerebelosas.
En este caso, la vía se llama “mossy fiber rosette” por su particular sinapsis formada por sus proyecciones. Las finas ramas de los axones de las fibras musgosas se doblan a través de la capa celular granular, y ligeros alargamientos que dan una apariencia anudada que indica contactos sinápticos. Estos contactos tienen la apariencia de una clásica sinapsis de Gray tipo uno (Gray’s type 1), indicando que son glutamatérgicas y excitatorias. La información sensorial transmitida desde el tronco encefálico (Pons) a través de las fibras musgosas a las células granulares es entonces enviada a lo largo de las fibras paralelas hacia las  células de Purkinje para su procesamiento. La ramificación extensiva en la material blanca y sinapsis hacia las célula granulares aseguran que el input de un solo axón de fibra musgosa influya el procesamiento en un número mucho mayor de células de Purkinje. 